# باتريك شوماخر
باتريك شوماخر (بالألمانية: Patrik Schumacher)‏ هو مهندس معماري ألماني، ولد في 30 أغسطس 1961 في بون في ألمانيا.

## وصلات خارجية
- باتريك شوماخر على موقع مونزينجر (الألمانية)